# バルバドスアライグマ
バルバドスアライグマ（Procyon lotor gloveralleni）は、食肉目アライグマ科に属する哺乳動物。アライグマの絶滅亜種とされるが、独立種として分類されたこともある。アライグマの移入個体群とする説もある。

## 分布
カリブ海・小アンティル諸島のバルバドス島に生息していたが、すでに絶滅した。

## 形態
北アメリカに生息するアライグマ（P. lotor）よりもやや小型。体色は黒っぽく、尾は茶色と黒の輪になった横縞があった。

## 生態
巣は樹洞に作り、森林や茂みを好んで行動していた。

## 絶滅への過程
18世紀中期にはすでに、バルバドスアライグマは農産物に被害を与える害獣として駆除の対象になっていた。農地開発によってバルバドスアライグマの生息地は減少していった。人間のゴミを漁っていたともいうが、生息地減少の影響に伴う悪循環の一つと考えられる。そして、19世紀以降の毛皮産業の発展や、ペットとしてのアライグマの人気によって、バルバドスアライグマは乱獲され減少の一途をたどった。1970年に絶滅したとされている（1964年説もある）。